# Memòria Oberta
Memòria Oberta és una organització de Buenos Aires (Argentina) que treballa per promoure el coneixement i la consciència social sobre el terrorisme d'Estat. Un dels seus principals objectius és que tot registre del que passà durant la dictadura militar argentina i les seves conseqüències sigui accessible i serveixi per a la investigació i l'educació de futures generacions. Els organismes que componen aquesta acció coordinada són: la Asamblea Permanente por los Derechos Humanos; el Centro de Estudios Legales y Sociales; la Fundación Memoria Histórica y Social Argentina; Madres de la Plaza de Mayo - Línea Fundadora; i Servicio Paz y Justicia. Des del 1999, Memoria Abierta organitza seminaris, tallers, exposicions i es marca també com a objectiu preservar i sistematitzar qualsevol tipus d'arxiu que registri el terrorisme d'Estat argentí fins a l'actualitat. Membre de la Coalició Internacional d'Espais de Consciència (www.sitesofconscience.org).
L'any 1976, el general Jorge Rafael Videla es feu amb el govern del país. Més endavant, seria substituït, de forma respectiva, pels generals Viola, Galtieri i Bignone. Aquests generals instauraren una dictadura militar caracteritzada per l'extermini de les guerrilles revolucionàries i per la "desaparició" de milers de ciutadans, que no acabaria fins l'obertura democràtica de 1984. Durant aquests anys, la Junta Militar va instituir el terrorisme d'Estat com a mecanisme general i sistemàtic de repressió social. Els familiars de les víctimes i les organitzacions de drets humans continuen treballant perquè siguin jutjats els responsables d'aquests crims de lesa humanitat per tal d'enfortir la cultura democràtica del país.